# Prometheus (Kafka)
Prometheus ist ein Prosastück von Franz Kafka, entstanden 1918. Die Erstveröffentlichung erfolgte 1931. Es handelt sich hier um ein selten interpretiertes kleines Werk. Es bietet vier Variationen über das Schicksal dieser mythologischen Figur aus dem alten Griechenland an.

## Vorbemerkung
In der ursprünglichen Fassung der Prometheus-Sage ist Prometheus Freund und Kulturstifter der Menschen, ja er wird sogar als deren ursprünglicher Schöpfer angegeben. Er brachte den Menschen Feuer und er lehnte sich gegen die Götter auf, die aber verfolgten ihn daraufhin mit Hass. Er wurde im Kaukasus an einen Felsen gekettet und ein Adler kam und fraß täglich an seiner Leber. Da Prometheus unsterblich ist, dauert diese Tortur auch ewig.
Sowohl in der Antike als auch in der Neuzeit dient die Prometheus-Figur als Vorbild für verschiedenartigste literarische Werke. In dem kleinen Kafka-Stück werden nun speziell über das Ende der Sage zu der allgemein bekannten Variante drei weitere Aussagen gemacht.

## Inhalt
Der erste Satz versucht, das Unerklärliche der  Sage zu erklären, „da sie aus einem Wahrheitsgrund kommt, muss sie wieder im Unerklärlichen enden.“ (In manchen Ausgaben steht dieser Satz am Ende  des Stückes).
Kafka nennt vier Sagen über Prometheus:
- Die erste ist die bekannte o. g. Aussage: Prometheus hatte die Götter verraten und wird dafür an den Fels geschmiedet. Ein Adler frisst von seiner immer weiter wachsenden Leber.
- In der zweiten Variante ist vom Schmerz des Prometheus die Rede und dass er sich vor den zuhackenden Schnäbeln immer weiter in den Fels drückt und eins wird mit ihm.
- Als Drittes wird die Zeit und das allgemeine Vergessen der ganzen Sage betrachtet.
- Die vierte Aussage lautet: die Götter, der Adler und selbst die Wunde werden „des grundlos Gewordenen müde“.

Was bleibt, ist die Existenz des Felsengebirges.

## Textanalyse und Deutungsansatz
Folgende Fakten zum Text:
- Nicht die ganze Sage ist Gegenstand der Betrachtung, sondern nur ihr Ende.

- „Mit ironischer Entschlossenheit“[1] reduziert Kafka die zahlreichen existierenden Prometheus-Geschichten auf vier Varianten.

Alle anderen Aussagen haben keinen faktischen Bezug:
- Der Einleitungssatz ist sehr kryptisch. Die Sage, die aus dem Wahrheitsgrund kommt, muss wieder im Unerklärlichen enden. Was ist wahr an einer Sage? Warum „muss“ das Wahre im Unerklärlichen enden?

- Die drei weiteren Schlussvarianten außer der bekannten Sage scheinen zunächst willkürlich aus einer Vielfalt von weiteren möglichen Endformulierungen genommen. Eigentlich sind es aber keine Variationen, sondern vielmehr zeitliche Verlängerungen der Ursprungssage aus der Vorzeit bis in das Heute.

- Der letzte Satz mit der Existenz des Felsengebirges kann wohl kaum ein Beleg für das Schicksal von Prometheus sein. Das sagt der Schlusssatz auch nicht aus, es bleibt nur einfach im Raum stehen.

Die einzelnen Sätze sind seltsam vage. Das kleine Stück ist eine Aussage über den Mythos im historischen Prozess von der großen Tat bis hin zum Vergessen. Mit dem Vergessen wächst der Grad der Unverständlichkeit. Die Sage gibt vor, ebendieses Unerklärliche zu erklären.

## Bezug zu anderen Kafka-Werken
Eine Umdeutung mythischer Figuren ist eine bei Kafka mehrfach  praktizierte Art der Prosa. Siehe verschiedene kleine Stücke wie z. B. Poseidon, Das Schweigen der Sirenen oder Der neue Advokat oder Die Wahrheit über Sancho Pansa.

## Textausgaben
- Franz Kafka. Sämtliche Erzählungen. Herausgegeben von Paul Raabe. S. Fischer, 1977, ISBN 3-596-21078-X.
- Franz Kafka: Nachgelassene Schriften und Fragmente II.  Herausgegeben von Jost Schillemeit. Fischer Taschenbuch,  2002, S. 69–70.

## Sekundärliteratur
- Peter-André Alt: Franz Kafka: Der ewige Sohn. Eine Biographie. Verlag C.H. Beck, München 2005, ISBN 3-406-53441-4.
- Bettina von Jagow, Oliver Jahraus: Kafka-Handbuch. Leben-Werk-Wirkung. Vandenhoeck & Ruprecht, 2008, ISBN 978-3-525-20852-6.